# Joaquim Antônio de Araújo e Silva

Armas do barão com grandeza de Catete.

Joaquim Antônio de Araújo e Silva, primeiro e único barão com grandeza de Catete e visconde de Silva, (Rio de Janeiro, 25 de dezembro de 1827 – Rio de Janeiro, 18 de novembro de 1903), foi um médico brasileiro, proprietário e capitalsta. Seus pais, avós e demais ascendentes eram da nobreza de Portugal, das famílias dos Silvas e Araújos.
Filho do capitão João da Silva e de Rosa Maria do Sacramento. Casou-se com Maria Carolina da Piedade Pereira Baía, viúva de Miguel Calmon du Pin e Almeida, marquês de Abrantes, e filha de Manuel Lopes Pereira Baía, barão de Meriti.
Recebeu os graus de comendador das ordens de Cristo e de Nossa Senhora de Vila Viçosa e de oficial da Imperial Ordem da Rosa. 
Recebeu o baronato por decreto de 28 de junho de 1876, grandezas por decreto de 13 de outubro de 1887, ambos de D. Pedro II do Brasil. O título faz referência ao distrito carioca onde o nobre possuía seu solar, antigo palacete de D. Carlota Joaquina.
Seu título de visconde foi concedido pelo Rei de Portugal e Algarves, D. Luís I, em 03 de novembro de 1873, conforme documento original em poder de seu familiar Luís Filipe Paim da Luz Bruno Lobo. 